# Braque Francais
Braques Français là một giống chó săn, là hậu duệ một loại chó săn rất lâu đời được sử dụng để chỉ vị trí của các loài chim bị bắn cho thợ săn. Có hai giống Braques Français, cả hai từ phía nam nước Pháp, Braques Français, kiểu Gascogne (chó pointer của Pháp - kiểu Gascogne, kích thước lớn) và Braques Français, kiểu Pyrénées (chó pointer của Pháp - kiểu Pyrénées, kích thước nhỏ). Chúng là những loài chó săn phổ biến ở Pháp, nhưng hiếm khi được thấy ở nơi khác.

## Sử dụng trong săn bắn
Các giống chó Français Braque không chỉ là giống chó pointer, mà còn là những con chó săn linh hoạt có thể bắt, kéo mồi săn ở tất cả các loại địa hình. Kiểu Pyrénées là giống chó nhanh nhẹn có thể di chuyển nhanh mà không cần chạy nước rút, trong khi kiểu Gascogne là giống chó di chuyển chậm hơn.

## Ngoại hình
Cả hai giống Français Braque đều là các giống chó cỡ trung bình đến cỡ lớn với đôi chân dài và đôi tai dài. Bộ lông ngắn, có màu nâu hạt dẻ hoặc trắng lốm đốm với màu nâu, thường có một hoặc nhiều đốm nâu lớn. Đầu thường có màu nâu. Kiểu Gascogne cao hơn 10 cm (3,9 in) so với kiểu Pyrenees.

## Tính tình
Tính tình giống Braque Francais lý tưởng được mô tả là "thân thiện, hòa đồng, dịu dàng và phục tùng" và, như một giống chó mềm, không nên áp dụng phương pháp đào tạo khắc nghiệt. Tính khí của từng con chó có thể khác nhau, và tất cả các con chó giống này phải được xã hội hóa tốt với con người và động vật khác ngay từ khi còn nhỏ để trở thành một con vật cưng tốt.